# Макдоннел, Александр, 3-й граф Антрим
 Александр Макдоннелл, 3-й граф Антрим (англ. Alexander MacDonnell, 3rd Earl of Antrim; 1615 — июнь 1699) — ирландский католический пэр и военачальник. Сражался вместе со своим братом Рэндалом на проигравшей стороне в войнах Ирландской Конфедерации (1641—1653); а затем, сменив своего брата на посту 3-го графа Антрима в 1683 году, участвовал в Вильгельмской войне (1688—1691), снова оказавшись на проигравшей стороне. Дважды он терял свои земли и дважды возвращал их.

## Рождение и происхождение
Александр родился в 1615 году, вероятно, в замке Данлюс, обычном месте жительства его родителей. Второй сын Рэндала Макдоннелла, 1-го графа Антрима (ум. 1636), и его жены Элис О’Нил. Его отец, лорд Рут и констебль замка Данлюс, был посвящён в рыцари лордом-губернатором Маунтджоем в 1602 году. Его отец будет назначен виконтом Данлюсом в 1618 году и повышен до графа Антрима в 1620 году. Семья его отца, Макдоннеллы из Антрима были ирландской ветвью шотландского клана Макдональдов. Макдоннелы произошли от шотландского военачальника XII века Сомерленда и от Александра Макдональда, пятого вождя из Даннивега, шотландско-ирландского магната, который был изгнан из Шотландии Яковом IV и бежал в Ольстер, где семья уже обосновалась посредством браков и владела многими землями в северо-восточном углу Ирландии, обращённая к Шотландии через Северный пролив. Его шотландские земли были захвачены конкурирующим кланом Кэмпбеллов, хотя Макдональды продолжали жить там и рассчитывали на лидерство в семье Макдоннеллов. Возвращение своих шотландских земель оставалось целью, которую его отец преследовал всю свою жизнь, но так и не добился никакого прогресса в её достижении.
Мать Александра описывалась как «весёлая, веснушчатая, невысокая, но сильная, хорошо сложенная и знающая английский язык». Она родилась в 1583 году как дочь Хью О’Нила, графа Тирона, и его второй жены, Шивон (то есть Джоанны) О’Доннелл. Таким образом, она была членом династии О’Нилов, древней гэльской семьи, лидеры которой когда-то были королями и правили всем Ольстером. Однако её отец покинул Ирландию во время бегства графов в 1607 году, а затем был арестован ирландским парламентом, потеряв свой титул и земли.
Родители Александра были католиками. Они поженились в 1604 году, ещё до бегства графов.

## Ранняя жизнь
28 мая 1618 года король Англии Яков I Стюарт назначил Рэндала Макдоннелла, отца Александра, виконтом Данлюсом, а в 1620 году — 1-м графом Антримом.

## Наследование Гленарм
10 декабря 1636 года отец Александра умер в замке Данлюс и был похоронен во францисканском монастыре Бонамарги. В своём завещании он разделил своё имущество между двумя сыновьями. Александр унаследовал баронство Гленарм, тогда как старший, Рэндал, унаследовал титул и большую долю земли, состоящую из баронств Данлюс и Килконвей. Александру Макдоннеллу в то время был ровно 21 год. Таким образом, он немедленно вступил во владение своей частью поместья. Он сделал замок Гленарм на восточном побережье графства Антрим своей резиденцией.

## Ирландские войны
Достигнув совершеннолетия, Александр Макдоннелл три года путешествовал по Европе в рамках своего Гран-тура. Он вернулся в Ирландию незадолго до начала ирландского восстания 1641 года, в котором он встал на сторону повстанцев и командовал полком, который вскоре стал армией Конфедерации Ольстера.
В ноябре 1643 года Верховный совет назначил семь делегатов, Маскерри, Александра Макдоннелла, Роберта Талбота, Николаса Планкетта, Дермота О’Брайена, Джеффри Брауна и Ричарда Мартина, для подачи жалоб королю и переговоров о мирном договоре. В январе 1644 года они получили свидетельства о спасении от лордов-судей, сэра Генри Тичборна и Джона Борласа. Должно быть, это были их последние дни на посту, поскольку 21 января 1644 года Ормонд был назначен и приведён к присяге лордом-лейтенантом Ирландии. Делегаты прибыли 24 марта 1644 года в Оксфорд, где король держал свой двор. Лорд Маскерри был лидером делегации. Он потребовал свободного исповедания католической религии, независимости ирландского парламента от английского и забвения их восстания. Однако прибытие конкурирующей ирландской протестантской делегации 17 апреля 1644 года помешало королю пойти на такие уступки, и мирный договор не был подписан.
Полковник Александр Макдоннелл, каким он был сейчас, руководил полком на протяжении всех войн Ирландской Конфедерации, пока Конфедерация не сдалась Кромвелю в 1652 году. В отличие от своего брата Рэндала, Александр уважал и придерживался мира между конфедератами и роялистами, заключённого маркизом Ормондом в 1648 году и призвал к примирительному подходу. Его земли были конфискованы в 1652 году согласно Акту Кромвеля об урегулировании и распределены между кромвельскими солдатами. Взамен он получил 3500 акров земли в Коннахте . К 1656 году он жил в Англии.

## Реставрация
Во время Реставрации 1660 года он был назначен хранителем свитков (custos rotulorum) в графстве Антрим. В 1668 году Александр Макдоннелл был возвращён на свои земли Карлом II.

## Браки

### Первый брак
В 1665 году, в возрасте около 50 лет, Александр Макдоннелл женился на своей первой жене Элизабет Аннесли. Она была второй дочерью Артура Аннесли, 1-го графа Англси, протестанта. Союз был бездетным. Она умерла 4 сентября 1672 года.

### Второй брак и дети
После 1672 года в возрасте около 60 лет граф Антрим вторым браком на Хелене Берк, дочери сэра Джона Берка из Дерримаклауны (Дуар-мик-Лахтна), графство Голуэй. У Рэндала и Хелены было двое детей:
- Рэндал Макдоннелл (1680—1721), 4-й граф Антрим[12]
- Мэри Макдоннелл, вышла замуж за Генри Уэллса из Бэмбриджа в 1700 году[13].

## Граф Антрим
3 февраля 1683 года его единственный старший брат Рэндал умер бездетным. Рэндал был женат дважды, но оба брака оказались бездетными. Маркизат вымер, и поэтому Рэндал стал первым и последним маркизом Антримом, созданным в 1645 году. Александр сменил его на посту графа как 3-й граф Антрим.
В 1685 году лорд Антрим, как и сейчас, был назначен тайным советником и лордом-лейтенантом Антрима вскоре после вступления на английский престол короля Якова II Стюарта, поскольку новый король всюду проводил политику замены протестантских чиновников католическими.

## Вильямитская война
Когда началась Славная революция, которая заменила Якова II Вильгельмом Оранским, графу Антриму было уже за семьдесят. Он остался верен Якову II. Когда возникла угроза голландского вторжения, Яков II приказал Ричарду Талботу, графу Тирконнеллу, которого он назначил вице-королем Ирландии, послать надёжные ирландские войска в Англию. Эти подразделения отплыли в Честер в сентябре и начале октября 1688 года. Чтобы заменить эти подразделения, граф Тирконнелл приказал собрать четыре новых полка, по одному на каждую ирландскую провинцию. Ольстерский полк должен был собрать граф Антрим. Он нанял 1200 шотландских наёмников (то есть красноногих), убедившись, что все они были католиками. Подразделение должно было быть готово 20 ноября, но произошли задержки.
В то время реконструкция ирландской армии Тирконнеллом зашла настолько далеко, что лишь в немногих частях всё ещё было значительное число протестантских солдат. Одним из них был полк Уильяма Стюарта, 1-го виконта Маунтджоя, протестанта, верного Якову II. Это подразделение находилось в гарнизоне Дерри. Тирконнелл счёл это подразделение ненадёжным и 23 ноября приказал Маунтджою отправиться в Дублин, предположительно для отправки в Англию. Полк Маунтджоя должен был быть заменён полком Антрима, но он не был готов, и Дерри оказался без гарнизона.
Когда граф Антрим наконец двинул свои войска в путь, он встретил в Ньютауне Лимавади полковника Джорджа Филипса, протестанта, который немедленно отправил гонца в Дерри, чтобы предупредить город. 7 декабря 1688 года, когда полк Антрима находился на набережной Дерри, готовый пересечь реку Фойл под Ферриквейскими воротами, тринадцать учеников захватили ключи от города и заперли ворота. При этом Дерри восстал против графа Тирконнелла и Якова II. Антрим не был достаточно силён, чтобы взять город силой, и отступил к Колрейну.
Когда граф Тирконнелл узнал, что графа Антрима не пускают в Дерри, он остановил Маунтджоя на его пути в Дублин и отправил обратно в Дерри. 21 декабря Маунтджой достиг Дерри и заключил с городом соглашение, согласно которому две его роты, полностью состоящие из солдат-протестантов, будут впущены в город. Одним командовал подполковник Роберт Ланди, другим — капитан Уильям Стюарт. Оба позже присягнули Вильгельму Оранскому. Маунтджой назначил Ланди губернатором города вместо Филипса.
Граф Антрим заседал в Палате лордов Патриотического парламента Якова II в Дублине.
Яков II Стюарт проиграл Вильгельмскую войну в Ирландии с падением Лимерика в 1691 году. Граф Антрим, как сторонник Якова, оказался в числе проигравших. Мир был подписан по Лимерикскому договору, согласно которому все представители ирландского землевладения, служившие в якобитской армии и не присягнувшие немедленно на верность Вильгельму и Марии, лишались своего титула и земель. Граф Антрим, похоже, упустил свой шанс в 1691 году и не присягнул Вильгельму сразу после подписания договора. Однако на более позднем этапе он, похоже, добился помилования и вернул себе во владение свои земли.

## Смерть и преемственность
Александр Макдоннелл, 3-й граф Антрим, скончался в июне 1699 года и был похоронен в Холиуэлле, Флинтшир, Уэльс. Ему наследовал его единственный сын Рэндал Макдоннелл, ставший 4-м графом Антримом.